# Александер Герндт
Алекса́ндер Герндт (швед. Alexander Gerndt, * 14 липня 1986, Вісбю) — шведський футболіст, нападник швейцарського клубу «Лугано».

## Клубна кар'єра
Першим професійним клубом гравця став АІК, до якого Герндт приєднався 2007 року, провівши в своєму дебютному сезоні дорослої кар'єри лише 5 матчів.
2008 року перейшов до клубу «Єфле». Відіграв за цю команду наступні два сезони своєї ігрової кар'єри. Постійно виходив на поле в основному складі.
Влітку 2010 року уклав контракт з «Гельсінґборгом», у складі якого провів один рік своєї кар'єри гравця. Граючи у складі «Гельсінґборга», також здебільшого виходив на поле в основному складі команди, був одним з головних бомбардирів команди, маючи середню результативність на рівні 0,61 голу за гру першості.
До складу клубу «Утрехт» приєднався влітку 2011 року. За півтора року встиг відіграти за команду з Утрехта 40 матчів у національному чемпіонаті і забив 13 голів.
31 січня 2013 року, в останній день трансферного вікна, перейшов в швейцарський «Янг Бойз», де провів чотири з половиною сезони, після чого в серпні 2017 року перейшов в інший швейцарський клуб «Лугано».

## Виступи за збірну
2010 року дебютував в офіційних матчах у складі національної збірної Швеції. Всього провів у формі головної команди країни 9 матчів, забивши 2 голи.

## Досягнення
«Гельсінґборг»
- Чемпіон Швеції (1): 2011
- Віце-чемпіон Швеції (1): 2010
- Володар кубка Швеції (2): 2010, 2011
- Найкращий бомбардир чемпіонату Швеції (1): 2010 (20 голів)

 «Янг Бойз»
- Віце-чемпіон Швейцарії (3): 2014/15, 2015/16, 2016/17